# Punta Bachul
Punta Bachul en el estado de Yucatán, México, es una saliente de tierra (golfo de México) ubicada en el municipio de San Felipe en el litoral norte de la península de Yucatán.

## Localización
21°33′43″N 88°22′10″O / 21.56194, -88.36944
Se encuentra a 13 km al poniente de la boca occidental del estero de Río Lagartos, donde existen abundantes ojos de agua dulce en el fondo del mar, lo cual hace del lugar un ecosistema único, en el que se reproduce una fauna y flora de características singulares.

## Puntas
En la península de Yucatán el término Punta se utiliza para designar las formaciones relacionadas con la configuración de la costa. Por su morfología es posible distinguir dos tipos de Puntas: los extremos del cordón litoral que señalan las entradas de mar hacia los esteros y, por otro lado, las salientes de tierra hacia el mar, sean arenosas o pétreas, y que marcan un cambio de dirección en el trazo de la línea del litoral.

## Referencia histórica
Fue Punta Bachul al igual que Punta Arenas, una referencia marítima y cartográfica para los primeros exploradores de la península de Yucatán en el siglo XVI.
Hasta hace una década, Bachul, como los conocen los pobladores locales de San Felipe, fue sitio de reunión durante las festividades católicas del día de la Santa Cruz. En este día los fieles se dirigían a Bachul en lancha, se efectuaba una misa en la playa y posteriormente se realizaba un convivio en el sitio. Ha desaparecido esa costumbre.

## Lugar de pesca
En la actualidad es un lugar poco habitado, su uso se restringe a los campamanetos pesqueros de los pobladores de San Felipe, principalmente durante la temporada de pesca con redes. El sitio cuenta con una pequeña casa en ruinas, construida por los pescadores y que antaño tuvo usos religiosos. Hoy día solamente es usada por pescadores que acampan. 
Es también un sitio de turismo ecológico muy favorecido por los observadores de la naturaleza.